# 1912년 하계 올림픽 튀르키예 선수단
1912년 하계 올림픽 오스만 제국 선수단(약칭 튀르키예 선수단)은 1912년 스톡홀름 올림픽에 참가한 올림픽 튀르키예 선수단이다. 총 2명의 선수가 육상 종목에 출전하였다.

## 육상
2명의 선수가 출전하였으며 모두 아르메니아인이었다. 튀르키예의 첫 올림픽 육상 출전 기록이기도 하다.
| 선수                | 종목           | 예선      | 예선      | 준결선    | 준결선    | 결선      | 결선      |
| 선수                | 종목           | 결과      | 순위      | 결과      | 순위      | 결과      | 순위      |
| ------------------- | -------------- | --------- | --------- | --------- | --------- | --------- | --------- |
| 므그르디치 므그리안 | 포환던지기     | -         | -         | 10.63     | 19        | 진출 실패 | 진출 실패 |
| 므그르디치 므그리안 | 원반던지기     | -         | -         | 32.98     | 34        | 진출 실패 | 진출 실패 |
| 므그르디치 므그리안 | 양손포환던지기 | -         | -         | 19.78     | 7         | 진출 실패 | 진출 실패 |
| 므그르디치 므그리안 | 5종경기        | -         | -         | -         | -         | Elim-3 67 | 23        |
| 므그르디치 므그리안 | 10종경기       | -         | -         | -         | -         | 1527.750  | 29        |
| 바흐람 파파지안     | 800m           | 도중 포기 | 도중 포기 | 진출 실패 | 진출 실패 | 진출 실패 | 진출 실패 |
| 바흐람 파파지안     | 1500m          | -         | -         | 도중 포기 | 도중 포기 | 진출 실패 | 진출 실패 |